# Communauté de communes de Saint-Hippolyte
La communauté de communes de Saint-Hippolyte est une ancienne communauté de communes française, située dans le département du Doubs et l'arrondissement de Montbéliard.

## Composition
Elle regroupe les 20 communes suivantes :
| Nom                          | Code Insee | Gentilé            | Superficie (km2) | Population (dernière pop. légale) | Densité (hab./km2) |
| ---------------------------- | ---------- | ------------------ | ---------------- | --------------------------------- | ------------------ |
| Saint-Hippolyte (siège)      | 25519      | Saint-Hippolytains | 11,01            | 909 (2014)                        | 83                 |
| Bief                         | 25061      | Biefois            | 3,81             | 102 (2014)                        | 27                 |
| Burnevillers                 | 25102      | Benevelas          | 6,74             | 45 (2014)                         | 6,7                |
| Chamesol                     | 25114      | Chamesolois        | 10,21            | 384 (2014)                        | 38                 |
| Courtefontaine               | 25174      |                    | 7,70             | 244 (2014)                        | 32                 |
| Dampjoux                     | 25192      |                    | 2,31             | 183 (2014)                        | 79                 |
| Fleurey                      | 25244      |                    | 8,04             | 90 (2014)                         | 11                 |
| Froidevaux                   | 25261      |                    | 3,98             | 67 (2014)                         | 17                 |
| Glère                        | 25275      |                    | 15,93            | 221 (2014)                        | 14                 |
| Indevillers                  | 25314      |                    | 22,81            | 230 (2014)                        | 10                 |
| Liebvillers                  | 25335      |                    | 3,03             | 167 (2014)                        | 55                 |
| Montancy                     | 25386      |                    | 8,86             | 148 (2014)                        | 17                 |
| Montandon                    | 25387      |                    | 12,71            | 403 (2014)                        | 32                 |
| Montécheroux                 | 25393      | Echeroumontains    | 13,13            | 592 (2014)                        | 45                 |
| Montjoie-le-Château          | 25402      |                    | 5,39             | 31 (2014)                         | 5,8                |
| Les Plains-et-Grands-Essarts | 25458      |                    | 10,35            | 225 (2014)                        | 22                 |
| Soulce-Cernay                | 25551      | Soulçois           | 8,55             | 120 (2014)                        | 14                 |
| Les Terres-de-Chaux          | 25138      |                    | 14,49            | 145 (2014)                        | 10                 |
| Valoreille                   | 25584      |                    | 7,58             | 128 (2014)                        | 17                 |
| Vaufrey                      | 25591      | Vaufréens          | 9,37             | 157 (2014)                        | 17                 |

## Compétences
- Électricité, Gaz
- Collecte des déchets des ménages et déchets assimilés
- Traitement des déchets des ménages et déchets assimilés
- Autres actions environnementales
- Activités sociales
- Création, aménagement, entretien et gestion de zone d'activités industrielle, commerciale, tertiaire, artisanale ou touristique
- Action de développement économique (Soutien des activités industrielles, commerciales ou de l'emploi, Soutien des activités agricoles et forestières...)
- Construction ou aménagement, entretien, gestion d'équipements ou d'établissements sportifs
- Établissements scolaires
- Schéma de cohérence territoriale (SCOT)
- Création et réalisation de zone d'aménagement concertée (ZAC)
- Constitution de réserves foncières
- Organisation des transports non urbains
- Création, aménagement, entretien de la voirie
- Tourisme
- Programme local de l'habitat
- Politique du logement non social
- Opération programmée d'amélioration de l'habitat (OPAH)
- Préfiguration et fonctionnement des Pays

## Historique
Création de la communauté de communes le 1er janvier 2002.
Le 1er janvier 2017, la commune de Froidevaux a été rattachée à la Communauté de communes du Pays de Sancey-Belleherbe et les 19 autres à la Communauté de communes du pays de Maîche.

### Sources
- La base Aspic (Accès des services publics aux informations sur les collectivités) pour le département du Doubs
- [PDF] La Communauté de communes de Saint-Hippolyte sur la base Banatic (Base nationale d'informations sur l'intercommunalité)